# Борошнеу-Маре
Борошнеу-Маре (рум. Boroșneu Mare) — село у повіті Ковасна в Румунії. Адміністративний центр комуни Борошнеу-Маре.
Село розташоване на відстані 153 км на північ від Бухареста, 17 км на схід від Сфинту-Георге, 35 км на північний схід від Брашова.

## Населення
За даними перепису населення 2002 року у селі проживали 1547 осіб.
Національний склад населення села:
| Національність            | Кількість осіб | Відсоток |
| ------------------------- | -------------- | -------- |
| угорці                    | 1347           | 87,1%    |
| цигани                    | 142            | 9,2%     |
| румуни                    | 50             | 3,2%     |
| не вказали національність | 7              | 0,5%     |

Рідною мовою назвали:
| Мова      | Кількість осіб | Відсоток |
| --------- | -------------- | -------- |
| угорська  | 1494           | 96,6%    |
| румунська | 51             | 3,3%     |